# Revisión de creencias
Revisión de creencias es el proceso de cambiar un estado de creencias (o estado epistémico) para representar nueva información. Se busca la formalización lógica de revisión de creencias en filosofía, base de datos e inteligencia artificial con el propósito de desarrollar agentes racionales.
Lo que hace la revisión de creencias no trivial es la existencia de varias maneras diferentes para modificar un estado de creencias frente a nueva información. Por ejemplo, considere un estado de creencias en que las siguientes afirmaciones son verdaderas (o creídas): "Juan es un sacerdote" y "Los sacerdotes no son casados". Si el agente que sostiene estas creencias recibe la información "Juan se casó", su estado de creencias se vuelve inconsistente, y para resolverlo se debe eliminar una de las declaraciones. Si es así, entonces hay al menos tres formas de realizar la revisión. En general, varias formas posibles de cambiar una base de conocimientos.

## El Paradigma AGM
La teoría que prevalece en la revisión de creencias es la teoría conocida como paradigma AGM (nombre hace referencia a los autores: Alchourrón, Gärdenfors y Makinson). En esta teoría los autores sugieren la representación del estado de creencias a través de un conjunto de proposiciones lógicas deductivamente cerrado, denominado conjunto de creencias. En este conjunto, se han previsto tres operaciones: expansión, contracción y revisión. La expansión es la simple adición de una nueva proposición, seguido por el cierre lógico del conjunto. La contracción es la eliminación de una creencia (el conjunto resultante debería lógicamente no implicar la creencia contraída). La revisión es la adición de una nueva creencia (tales como la expansión), pero con el requisito adicional de que el conjunto resultante debe ser consistente.
La operación de expansión es única, pero en el caso de las operaciones de contracción y revisión, varias operaciones son posibles. Los autores sólo delimitan las posibles operaciones que tengan que obedecer a cierta postulados de racionalidad. Los seis postulados AGM para la contracción son:
1. (cierre) {\displaystyle K-\alpha =Cn(K-\alpha )}
2. (éxito) Si {\displaystyle \alpha \notin Cn(\emptyset )}, entonces {\displaystyle \alpha \notin K-\alpha }
3. (inclusión) {\displaystyle K-\alpha \subseteq K}
4. (vacuidad) Si {\displaystyle \alpha \notin K}, entonces {\displaystyle K-\alpha =K}
5. (recuperación) {\displaystyle K\subseteq (K-\alpha )+\alpha }
6. (extensionalidad) Si {\displaystyle Cn(\alpha )=Cn(\beta )} entonces {\displaystyle K-\alpha =K-\beta }